# Rozalijiwka
Rozalijiwka (ukr. Розаліївка) – wieś na Ukrainie, w obwodzie kijowskim, w rejonie białocerkiewskim, w hromadzie Uzyn. W 2001 liczyła 750 mieszkańców, spośród których 749 wskazało jako ojczysty język ukraiński, a 1 inny.